# Alvarezsaurus
Alvarezsaurus („Alvarezův ještěr“) byl rod malého pozdně křídového teropodního dinosaura, žijícího na území dnešní Argentiny v období pozdní křídy, asi před 86 až 83 miliony let.

## Popis
Tento malý dravec dosahoval délky asi 1 až 1,4 metru a hmotnosti kolem 3 kilogramů. Fosilie alvarezsaura byly objeveny ve významném geologickém souvrství Bajo de la Carpa a byly formálně popsány a pojmenovány v roce 1991 paleontologem José F. Bonapartem podle dějepisce Dona Gregoria Alvareze. Typovým druhem je A. calvoi.
Alvarezsaurus byl dvounohý rychlý lovec, který mohl být hmyzožravým nebo všežravým tvorem. Některými paleontology byl tento teropod klasifikován také jako primitivní pták.